# Val di Sole

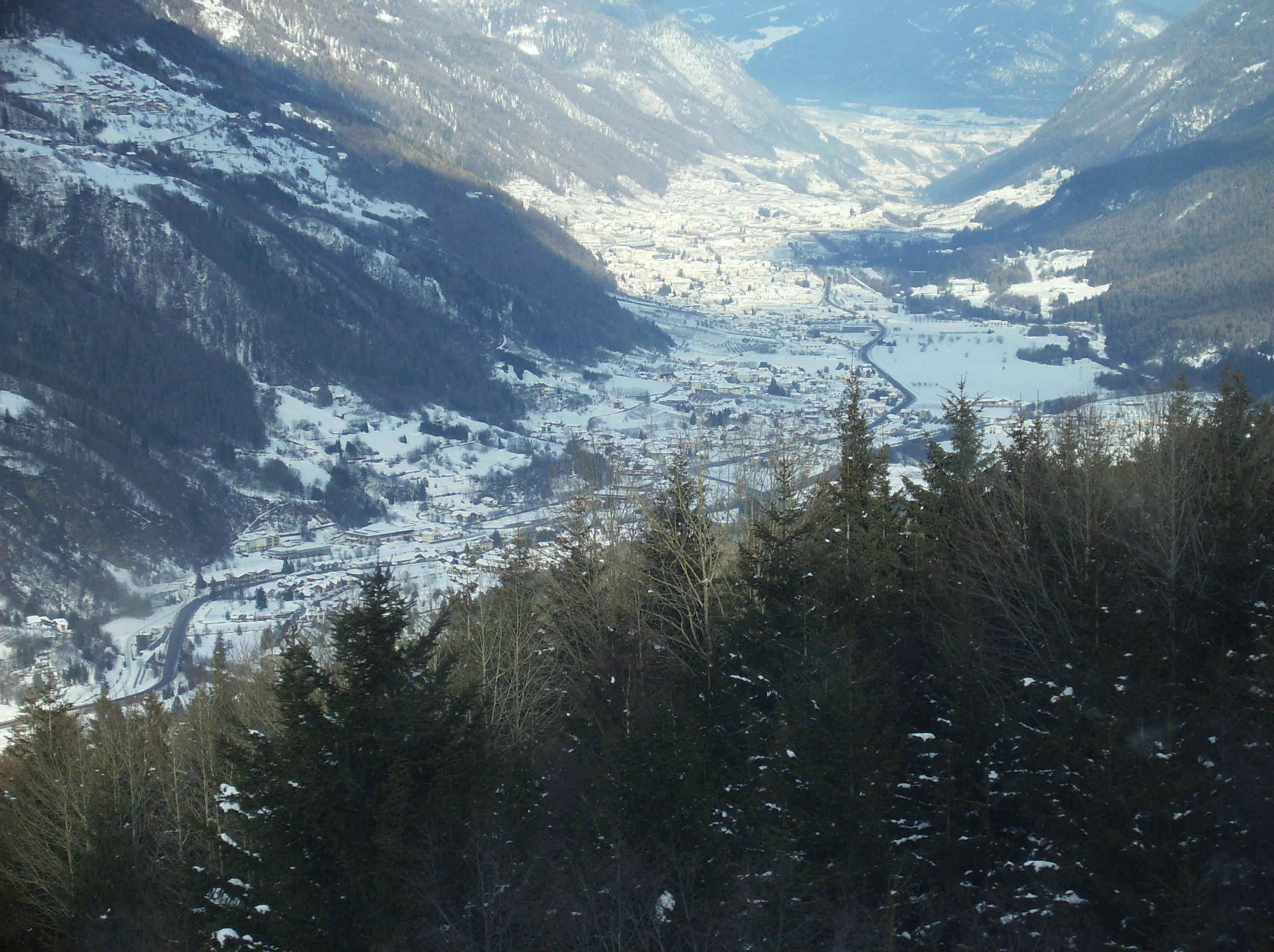
Říční údolí řeky Noce se sídly Dimaro a Commezzadura.

Val di Sole (ladinsky: Val de Sól, italsky: Val di Sole nebo Valle di Sole, německy: Sulztal) je údolí v Tridentsku v severní Itálii.
Jako Val di Sole je označováno východozápadně orientované údolí řeky Noce včetně postranních údolí, mezi nimi údolí Peio, které se zařezává do Ortles.
Na západním konci údolí se nachází Tonalský průsmyk, na jehož druhé straně začíná údolí řeky Oglio, která proudí do Edola. Severní stranu údolí lemuje pohoří Ortles s Národním parkem Stelvio, na jihozápadě se pak tyčí masiv Adamello-Presanella a na jihovýchodě pohoří Brenta s Přírodním parkem Adamello - Brenta. V jižní části údolí se také nachází lyžařské středisko Madonna di Campiglio, těsně nad Campo Carlo Magno, průsmykem vedoucím do údolí Rendena.
Na východě končí oblast v Mostizzolu, kde hlavní údolí zatáčí na jih a přechází do Val di Non předtím, než se připojí k údolí Adiže severně od Trenta.
Administrativním centrem údolí je město Malè, dalšími sídly jsou pak Vermiglio, Peio, Dimaro či Croviana.

## Územní rozdělení osad
Nad Mostizzolem se na morénové plošině ve výšce 732 m nachází vesnice Cis, do které se dostanete také po silnici ze sousední vesnice Livo. Cis je jako vyhlídková plošina, ze které je vidět na údolí Val di Non a Val di Sole až do obce Dimaro. Při stoupání údolím narazíte na několik malých osad (Bozzana, Bordiana, Tozzaga, San Giacomo, Cassana), které se společně nazývají "alle Capelle". První vesnicí na orografické levé straně údolí je Cavizzana. Naproti se nachází Caldes s hradem Caldes a nad ním osada Samoclevo s hradem Rocca di Samoclevo. Nedaleko odtud, směrem vzhůru údolím, se dostanete k ústí údolí Rabbi, kde leží Terzolas s osadami Magràs a Arnago.
Údolí Rabbi je dlouhé, severozápadně orientované boční údolí s hlavní obcí San Bernardo a velkým počtem osad a jednotlivých statků, jejichž rozptýlený charakter osídlení připomíná bavorskou zástavbu v sousedním Jižním Tyrolsku. Bavoři však neměli s osídlením této oblasti nic společného. Cesta vede do údolí k salaši Stablasol, odkud se lze dostat na Rifugio Dorigoni ve výšce 2496 m, na Veneziaspitzen ve výšce 3349 m a na ještě vyšší Hintere Eggenspitze ve výšce 3436 m.
Nad ústím údolí Rabbi, v nadmořské výšce 736 m, leží hlavní obec v údolí Val di Sole, Malè. Na Malè téměř navazuje vesnice Croviana, za níž se na dně údolí vytvořila dlouhá táhlá rovina. Na konci této roviny leží malé osady Monclassico a Presson. Souběžně se dnem údolí se směrem na sever táhne svažitá terasa, která ústí do údolí Pejo, na němž se nad Monclassicem nacházejí osady Bolentina a Montes. U vesnice Dimaro ve výšce 766 m n. m., která následuje hned za ní, se údolí Meledrio a důležitá dopravní tepna rozvětvují směrem na jih k lyžařskému středisku Folgarida a dále přes průsmyk Passo Campo Carlo Magno do městečka Madonna di Campiglio. Odtud je svah jižního úbočí rovnější, takže se na něm mohla rozvíjet sídla a turistická infrastruktura, jako například v 60. letech minulého století resortové městečko Costa Rotian.
U obce Dimaro se údolí zužuje a opět mírně stoupá. Následující osady Deggiano, Mastellina, Almazzago, Mestriago a Piano tvořící obec Commezzadura s přibližně 900 obyvateli. Dále do údolí, v nadmořské výšce 940 m, se dostanete do druhé největší vesnice údolí, Mezzana, ze které odbočuje silnice do další turistické osady, a to Marilleva v nadmořské výšce 1400 m, na jižním svahu údolí Val di Sole. Na strmých terasách severních svahů v nadmořské výšce 1300 až 1550 m jsou osídleny "ville dei monti", malé osady nebo jednotlivé usedlosti. Největší z nich je Termenago na svazích nad obcí Pellizzano. Z Pellizzana vede silnice přes jižní svahy k uměle přehrazenému jezeru Lago di Fazzon, nazývanému také Lago dei Caprioli, rekreační oblasti na malebném úpatí Presanelly. Nejbližší vesnice Cusiano, Ossana se stejnojmenným hradem a Fucine leží blízko sebe v ústí údolí Pejo. Název Fucine, "tavicí pece", odkazuje na těžbu rudy, která se dříve provozovala v údolí Pejo.

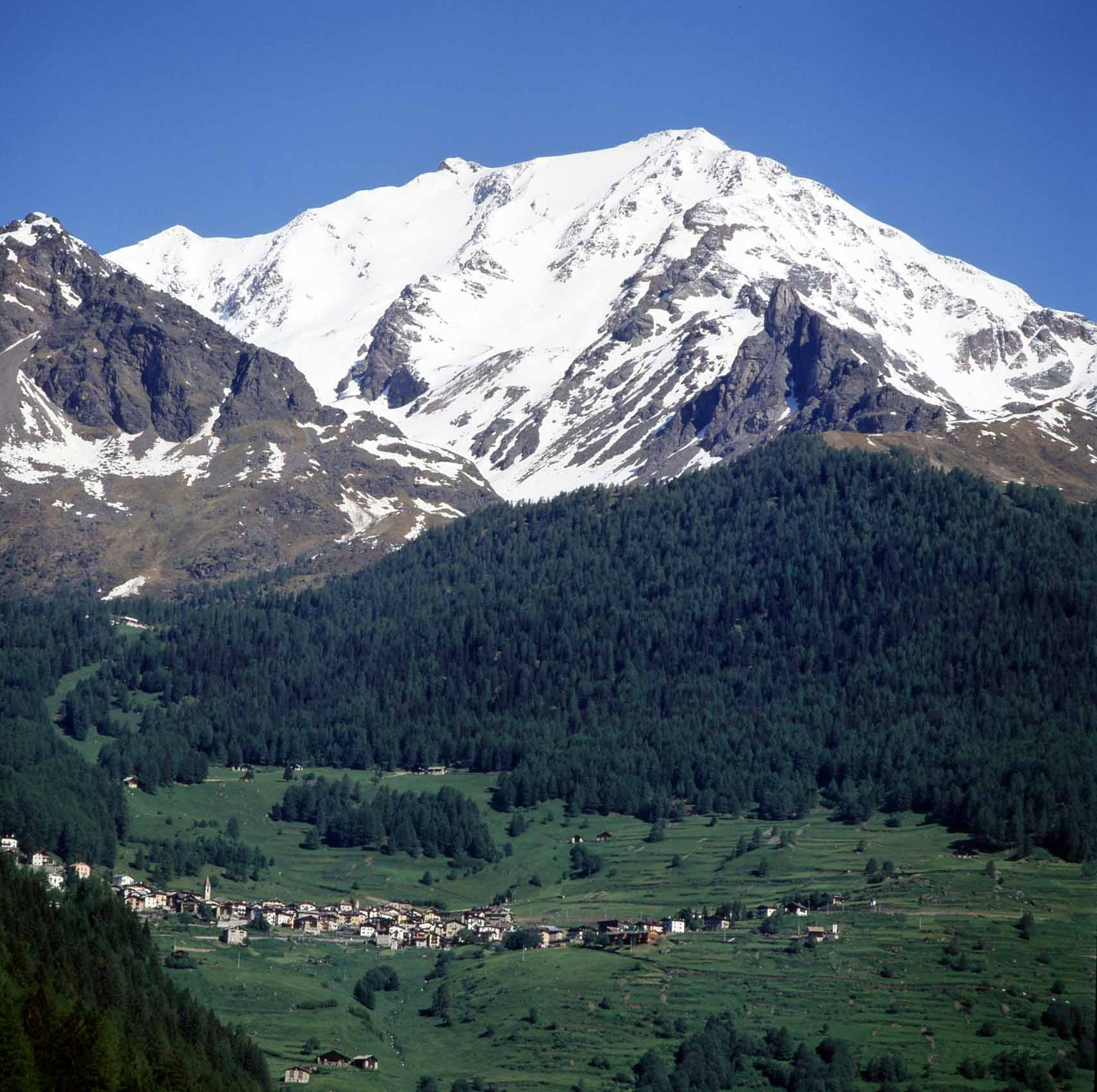
Pohled na středisko Peio a Monte Vioz

Ze svahů nad Ossanou jsou vidět téměř všechny vesnice údolí Pejo, které se kromě hlavní obce Cogolo nacházejí na svažitých terasách: bývalá hornická osada Comasine na orograficky pravém svahu údolí, Celentino s osadou Strombiano na protějším svahu, Celledizzo dále v údolí a za ním Cogolo ve výšce 1160 m, kde se stáčí proslulá minerální voda Pejo. V pozadí jsou vidět bílé vrcholy Monte Vioz, 3645 m, a Palòn de la Mare, 3703 m. Za Cogolem se údolí rozvětvuje. Odbočka vede nejprve do Pejo Terme a poté k velké vodní nádrži Pian Palù. Z Pejo Terme vede odbočka do horské osady Pejo v nadmořské výšce 1576 m. Jedná se tak o nejvýše položené místo v Trentinu. Další větví je údolí Val de la Mare, odkud vede silnice na stejnojmennou vysokohorskou pastvinu ve výšce 1900 m. V tomto údolí se nachází velká vodní nádrž Càres a řada dalších jezer, například Lago Nero, Lago Lungo a Lago Marmotta. V pozadí údolí se nachází údolí Martell, které se nachází v údolí Vinschgau, a to přes 3032 m vysoký vrchol Fürkelescharte. Nedaleko se nachází nejvyšší vrchol Trentina, 3769 m vysoké Cevedale.
Úsek údolí Val di Sole, který vede k průsmyku Tonalepass, se také nazývá údolí Vermiglio. Od Ossany se údolí zvedá mnohem strměji a po několika kilometrech se dostanete do vesnic Cortina, Fraviano a Pizzano, které společně tvoří obec Vermiglio.